# Libanonski cedar
Libanonski cedar (lat. Cedrus libani) vrsta je cedra autohtona u planinama Mediterana. 
Postoje dva zasebna tipa koja se smatraju različitim podvrstama ili varijetetima. Libanonski cedar ili cedar Libanona (Cedrus libani subsp. libani ili var. libani) raste u Libanonu, Palestini, Izraelu, sjeverozapadnom Jordanu, zapadnoj Siriji i na jugu centralne Turske, dok turski cedar ili tauruski cedar (Cedrus libani subsp. stenocoma ili var. stenocoma) raste u jugozapadnoj Turskoj.

## Izgled
Libanonski cedar je vazdazeleno stablo četinjače koje raste do 40 m u visinu, s promjerom debla do 2,5 m. Izbojci su dimorfni, dugi i kratki. Listovi su igličasti, raspoređeni na dugim izbojima i u klasterima od 15 - 45 na kratkim izbojcima; dugi su 5–30 mm, četvrtasti u presjeku, variraju od zelene do plavo zelene s grupama puči na sve četiri strane. Češeri sa sjemenom često se javljaju svake druge godine, a sazriju u 12 mjeseci od oprašivanja; zreli češeri u kasnu jesen su 8–12 cm dugi i 4–6 cm široki.

## Ekologija
Libanonski cedar se u Libanonu i Turskoj najčešće javlja na visinama od 1000-2000 m, gdje tvori čiste šume ili mješovite šume s jelom (lat. Abies cilicica), europskim crnim borom (lat. Pinus nigra), te nekoliko vrsta smreka (lat. (Juniperus)). Na Cipru se javlja na visini od 1000-1525 m (dosežući vrh planine Paphos). Na Atlas planini Maroka javlja se na visini od 1370-2200 m u čistim šumama ili pomiješan s Abies vrstama i (lat. Juniperus thurifera) Juniperus thurifera.

## Ostalo
Drevni narodi su se divili njegovoj impozantnoj veličini, vjerovali u njegovu snagu i magičnu moć i prinosili ga bogovima kao dar. Prema predaji, Noa je nakon potopa svoju zahvalnost bogovima izrazio prinošenjem žrtve paljenice koju su činili cedrovina i mirta.
U raznim kulturama cedar su koristili kao miomiris i sastojak ljekovitih i kozmetičkih pripravaka. Od njegovog mirisnog i bogu dragog drveta izrađivala su se svetišta, kao npr. Salomonov hram, namještaj za kraljevske palače, sarkofazi i faraonski brodovi. Najstariji pronađeni žičani instrument, star više od 3500 godina, izrađen je od cedrovine u Egiptu.
Iako još uvijek postoje vrlo stara stabla libanonskog cedra, a najstarije ima čak oko 2500 godina, većina njegovih šuma odavno je iskrčena. Sudbinska povezanost stanovnika povijesnih prostora na kojima raste cedar simbolizirana je i libanonskom zastavom u čijem se središtu nalazi njegova slika.
Mojsije je naredio hebrejskim svećenicima da koriste koru libanonskog cedra u liječenju gube.
Tijekom stoljeća, došlo je do velikog krčenja šuma koje je posebno ozbiljno u Libanonu i na Cipru. Na Cipru su preživjela samo mala stabla do 25 m visine, iako Plinije Stariji navodi libanonske cedrove visine 40 m. Opsežna pošumljavanja libanonskim cedrom provode se u mediteranskoj regiji, posebno Turskoj, gdje se sadi više od 50 milijuna mladih cedrova godišnje. Populacije libanonskog cedra sada se šire kroz kombinaciju sadnje i zaštite prirodne obnove od brštenja koza, lova, šumskih požara i crvotočina.
- Libanonski cedar u Šumi božjih cedara
- Libanonski cedar, grana s iglicama
- Libanonski cedar, češeri